# كلية الهندسة (جامعة طرابلس)
كلية الهندسة في جامعة طرابلس الليبية والتي أنشئت في سنة 1961م باسم كلية الدراسات الفنية العليا وذلك ضمن برنامج التعاون العلمي والتقني مع منظمة الأمم المتحدة للتربية والعلوم والثقافة اليونسكو، وكانت بذلك أول كلية هندسية بليبيا، وفي سنة 1967م، انضمت إلى الجامعة الليبية آنذاك تحت اسم كلية الهندسة، وفي سنة 1972م تم تأسيس كلية هندسة النفط التي كونت مع كلية الهندسة وكلية العلوم جامعة طرابلس سنة 1973م، وقد أضيفت سنة 1978م كلية الهندسة النووية والإلكترونية، وفي سنة 1985م تم دمج كلية هندسة النفط مع كلية الهندسة في إطار ربط الكليات والمعاهد العليا بالمراكز البحثية الهندسية، وقد تم دمج الهندسة النووية والإلكترونية مع كلية الهندسة سنة 1988م
كونت كلية الهندسة دور رئيسي في مجال الهندسة بكل أنواعها المختلفة وأظهرت دور ريادي في كل الأقسام المتعلقة بها، وتزداد الأهمية بشكل كبير مع التطور التقني وخاصة في مجالات هندسة الاتصالات والمعلوماتية والمواد الجديدة وتطبيقاتها والطاقة الدائمة والمتجددة والأساليب الحديثة في الإنشاء والعمارة ومالها من تأثيرات بيئية، واستجابة لهذا التطور فأن كلية الهندسة عمدت إلى تغيرات في مناهجها التعليمية والهيكلية الأكاديمية بأن تطورت من كلية بأربعة أقسام منذ نشأتها حتى أصبحت تجمع عدد ثلاثة عشر قسماً وذلك تلبية لرغبات ومتطلبات المجتمع الليبي ومحققة لأهدافه وتطلعاته في العلوم المختلفة، وتوافقاً لذلك فأن نظام الدراسة في الكلية تطور من نظام السنة الدراسية إلى نظام الفصل بمقررات فصلية، مع التوسع في المجالات الأكاديمية بالكلية يحتاج إلى توسعات في المنشآت التي تستوعب الأعداد المتزايدة للطلاب التي وصلت إلى اثني عشر ألفاَ في السنوات الأخيرة وهذا التوسع سيشمل القاعات، والمعامل، وغيرها من الإمكانيات والتجهيزات المتطورة من أجهزة حاسوب وأجهزة قياس بحثية

## نبذة عن جامعة طرابلس
جامعة طرابلس هي أكبر جامعة في ليبيا، وتقع في العاصمة الليبية طرابلس، يدرس بها أكبر عدد من الطلاب بين الجامعات الليبية، تأسيست في عام 1957م كفرع للجامعة الليبية قبل أن يتم فصلها في عام 1973م لتصبح ما يعرف اليوم بجامعة طرابلس

## أقسام الكلية
وفرت كلية الهندسة أقسام عديدة وتشكلت وانقسمت إلى أربعة عشر قسم من جميع مجالات الهندسة المتنوعة وهي 
- قسم الهندسة المدنية
- قسم الهندسة الميكانيكية والصناعية
- قسم الهندسة الكهربائية والإلكترونية
- قسم هندسة الحاسب
- قسم هندسة العمارة والتخطيط العمراني
- قسم هندسة النفط
- قسم الهندسة الكيميائية
- قسم الهندسة الجيولوجية
- قسم هندسة التعدين
- قسم هندسة الطيران
- قسم الهندسة البحرية وعمارة السفن
- قسم الهندسة النوويةٌ
- قسم هندسة المواد والمعادن
- قسم الإدارة الهندسية (دراسات عليا فقط)

## المهام العلمية
تمارس كل هذه الأقسام مهامها العلمية والتخصصية وفق القوانين واللوائح والقرارات ذات العلاقة والتي تشمل في مجملها 
- الإشراف الأكاديمي على الطلاب المتمثل في التسجيل والتدريس والتقييم
- متابعة برامج البحوث والتأليف والترجمة
- القيام بإعداد وعقد المؤتمرات والندوات العلمية المتخصصة
- إعداد ومراجعة المناهج الدراسية لمواكبة التقدم العلمي واحتياجات المجتمع
- تقديم المشورة العلمية التخصصية للمؤسسات الإنتاجية والخدمية بالمجتمع
- القيام بالدراسات العلمية والعملية في مجال البحث لحل مشاكل المجتمع ذات العلاقة
- المساهمة في وضع الخطط والمقترحات لتسيير العملية التعليمية بالكلية والأقسام

## الأهداف
تسعى كلية الهندسة في طرابلس من خلال خطتها الإستراتجية إلى تحقيق الأهداف التالية 
- إعداد وتدريب الكفاءات العلمية والتقنية في المجالات الهندسية المختلفة
- القيام بالدراسات العلمية والعملية لحل المشاكل التقنية بالمجتمع
- تطوير الخبرات والإمكانيات التقنية والهندسية
- إعداد الكفاءات التخصصية الدقيقة في المجالات الهندسية
- رفع كفاءة المهندسين والتقنيين ضمن برامج التدريب والتأهيل
- التأكيد على دور الجامعة كهيئة استشارية للبحث العلمي

## الوصلات الخارجية
- جامعة طرابلس (الموقع الرسمي)
- كلية الهندسة (الموقع الرسمي)